# Malaspina Strait
Malaspina Strait är ett sund i Kanada.   Det ligger i provinsen British Columbia, i den sydvästra delen av landet, 3 600 km väster om huvudstaden Ottawa.
I omgivningarna runt Malaspina Strait växer i huvudsak blandskog.